# Der Feuersturm
Der Feuersturm ist eine US-amerikanische Fernsehserie aus den 1980er-Jahren. In einer Mischung aus Fiktion und Realität wird die Geschichte des Zweiten Weltkriegs bis zum japanischen Angriff auf Pearl Harbor erzählt. Im Mittelpunkt der Handlung stehen die fiktive Familie Henry und Charaktere in deren Umfeld. Die Vorlage lieferte das gleichnamige Buch The Winds of War von Herman Wouk, der auch das Drehbuch schrieb. Die Serie wurde mit Feuersturm und Asche (1988–1989) fortgesetzt.

## Handlung
Victor Henry, genannt Pug, Commander bei der US-amerikanischen Marine, ist im April 1939 als Marineattaché an die US-Botschaft in Berlin versetzt worden. Seine Frau Rhoda begleitet ihn. Sie lernen auf dem Schiff Bremen den englischen Korrespondenten Alistair Tudsburry und seine Tochter Pamela sowie den deutschen Generalmajor Armin von Roon kennen. Bei einem Empfang treffen die Henrys auf Adolf Hitler, der ihnen, so wird vermutet, ein einer jüdischen Familie enteignetes Haus als Unterkunft offerieren lässt.
In den USA fängt die Tochter Madeline Henry bei einem Radiosender an zu arbeiten, was nicht im Sinn der Eltern liegt, aber von ihnen später dennoch akzeptiert wird. Der ältere Sohn Warren Henry tritt in die Fußstapfen seines Vaters, wird aber ein Marinepilot.
In Italien lernt der jüngere Sohn Byron Henry den amerikanisch-jüdischen Autor Aaron Jastrow und dessen Nichte Natalie kennen. Er verliebt sich in sie und begleitet sie nach Warschau, wo sie, nach einer jüdischen Hochzeit eines weiteren Mitglieds des Jastrow-Clans, den Kriegsbeginn mit dem Überfall auf Polen erleben.
Victor wird in Amerika von Präsident Roosevelt zum inoffiziellen Berater ernannt, nachdem er den Nichtangriffspakt zwischen Hitler und Stalin „vorausgesagt“ hatte. Die Familie wird Zeuge bei den Entwicklungen in Europa bis zum Kriegseintritt der USA 1941. Mal werden die Ereignisse angesprochen (wie z. B. die Jagd auf die Bismarck während eines Arbeitsessens beim Präsidenten der USA) – mal sind vereinzelte Mitglieder der Familie direkt dabei (wie z. B. Byron und Natalie Jastrow beim Bombenangriff auf Warschau bzw. Victor und Pamela Tudsbury beim Bombenangriff auf London). Und auch die Deutschen erfahren vom Leih- und Pachtgesetz, wie Armin von Roon beim Schachspiel bekennt. Außerdem ließ er wissen, dass in Deutschland bekannt ist, dass Victor in den Planungsstab in Washington, D.C. versetzt wurde (noch bevor Victor, inzwischen zum Captain befördert, es selbst zu wissen schien). In Washington werden auch schon Ansätze zur Entwicklung der Atombombe erwähnt.

## Dargestellte historische Ereignisse
1939
- Überfall auf Polen

1940
- Westfeldzug
- Luftschlacht um England

1941
- Unternehmen Barbarossa
- Schlacht um Moskau
- Angriff auf Pearl Harbor
- Schlacht um die Philippinen

## Auszeichnungen

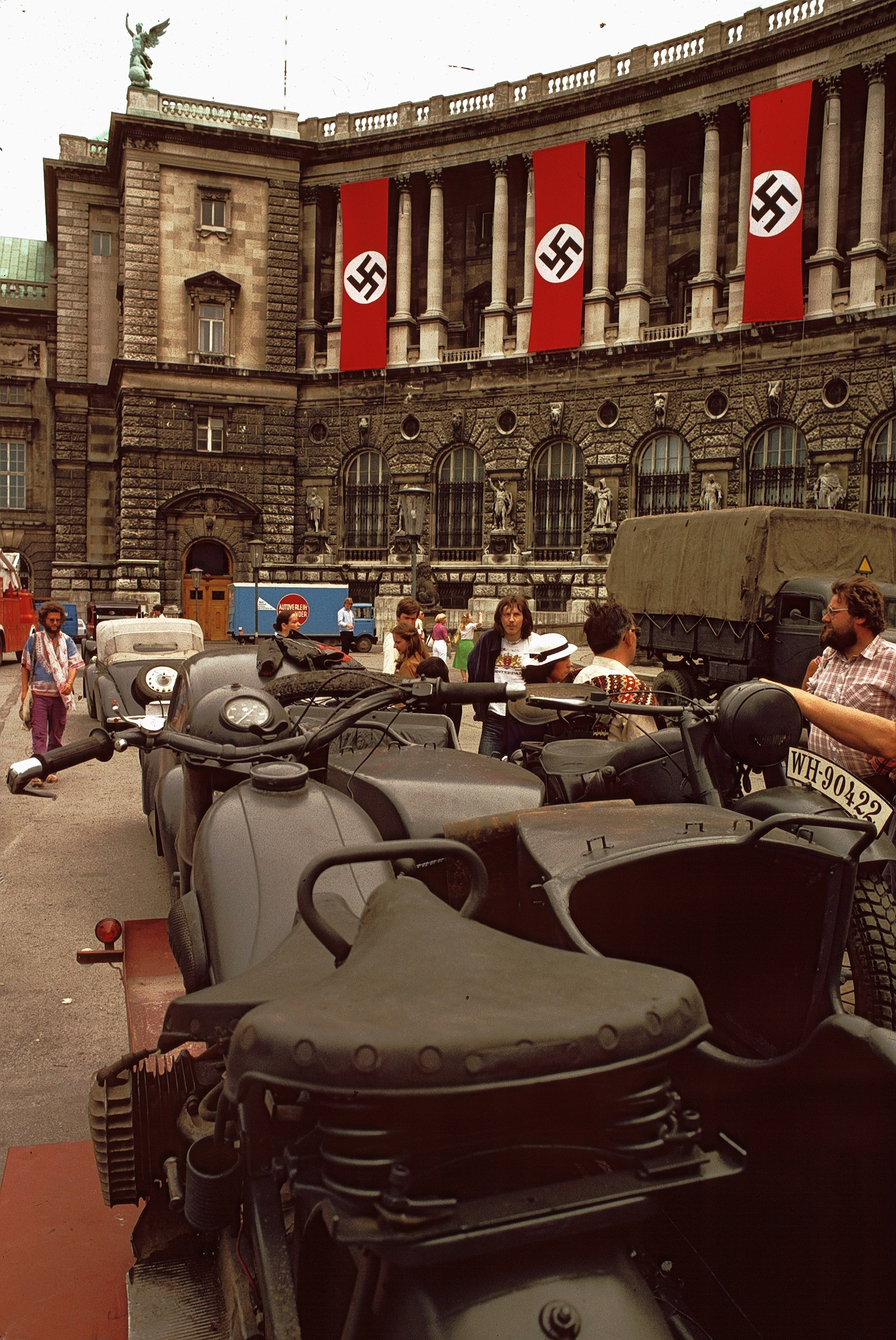
Dreharbeiten in Wien (1981)

Die Serie wurde mit 3 Emmys ausgezeichnet:
- Beste Kinematografie
- Kostüme
- Visuelle Effekte